# Server farm

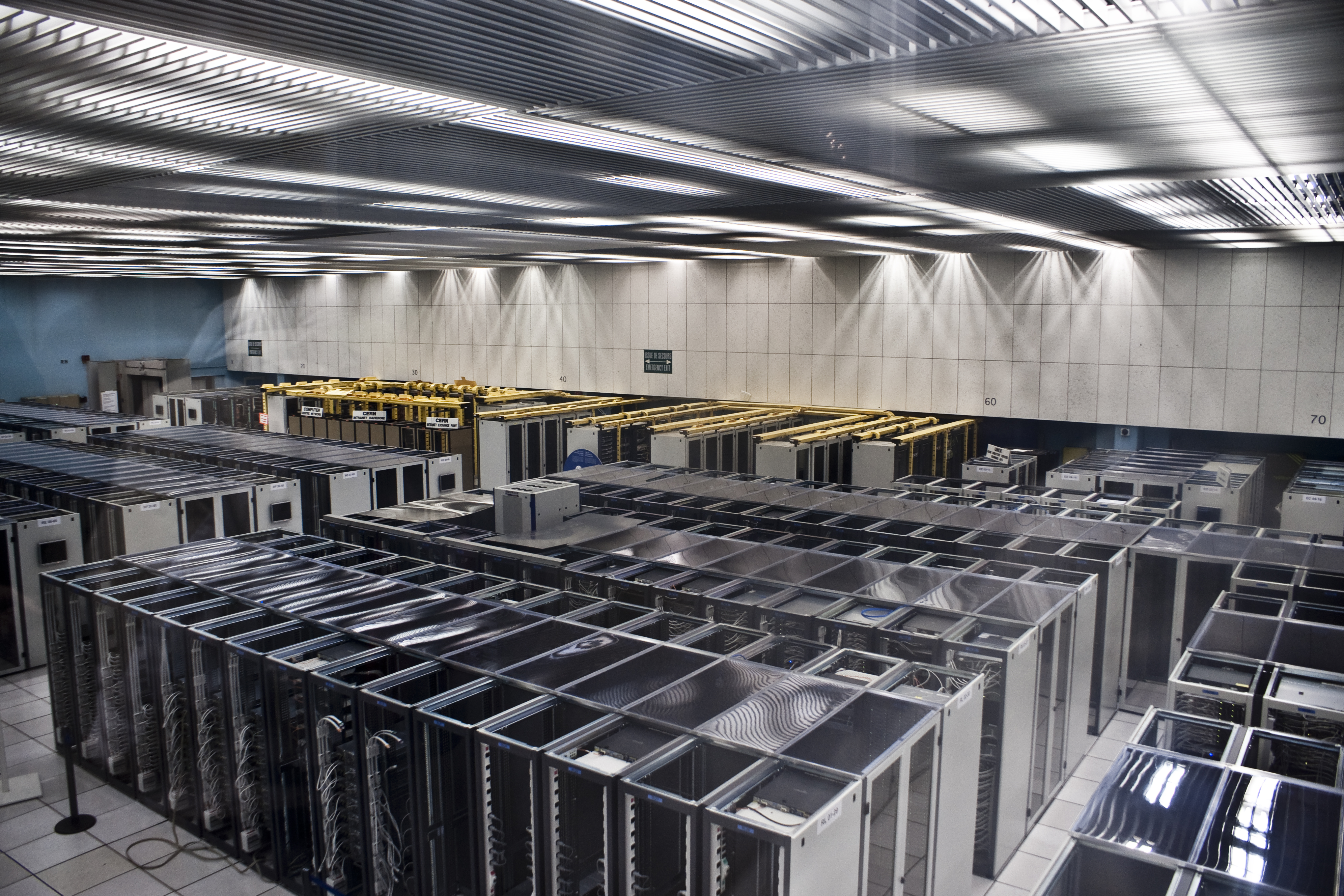
Una grande webfarm nel CERN svizzero

Server farm (in italiano "fattoria di server", chiamata anche webfarm) è una espressione usata in informatica per indicare una serie di server collocati in un unico ambiente in modo da poterne centralizzare la gestione, la manutenzione e la sicurezza.
Spesso all'interno delle server farm vengono costituiti dei sistemi cluster per gestire in maniera migliore, attraverso una tipica architettura distribuita, carichi di lavoro pesanti o critici (come server di posta elettronica, web, database, rendering, GRID) garantendo al contempo affidabilità e tolleranza ai guasti tramite ridondanza fisica degli apparati.

## Descrizione
Non è raro, infatti, trovare server farm composte da centinaia, se non da migliaia di server virtuali, istanziati su macchine fisiche dedicate appositamente per utilizzi in queste tipologie di impresa. La realizzazione di una server farm permette di distribuire i costi di costruzione e gestione di una struttura sicura e di abbattere i costi per la connettività.
Quando le server farm vengono realizzate con l'esplicito obiettivo di affittarne lo spazio, si parla di data center o Network Operating Center (NOC).
Solitamente i computer di una webfarm sono controllati da un amministratore capo, chiamato anche "senior administrator", e dal suo gruppo di lavoro, che hanno la responsabilità del corretto funzionamento della farm, anche in termini di sicurezza informatica e generale.
Dal punto di vista hardware le tipologie di macchine di produzione in uso presso una server farm sono i blade server e soprattutto i mainframe, supportanti complesse architetture di virtualizzazione.
Dal punto di vista giuridico una server farm può essere una sede dedicata di una grande azienda oppure, che è il caso prevalente, un'impresa del settore ICT che eroga i servizi, come fornitore, ai suoi clienti.

## I servizi offerti

### Hosting
Consiste nell'installare la propria applicazione (un'applicazione web, un sito web o un application server) in server di proprietà del provider e gestito dal provider stesso. È la soluzione meno costosa, ma anche la meno performante in quanto su ogni macchina possono essere installate numerose applicazioni. Si tratta di acquisto di servizio (gestito). Ovviamente, invece che applicazioni si possono ospitare archivi di dati (in questi casi è sufficiente un servizio di storage gestito) oppure un file server.

### Server dedicato
In questa formula il cliente acquista (o noleggia) un server fisico pagando solamente le spese di collocazione del server (e le eventuali spese di noleggio). L'amministrazione software del server è completamente a carico e disponibilità del cliente. Il vantaggio di comprare il server in webfarm è che in caso di guasto il provider può fornire eventuali pezzi di ricambio in tempi brevi. Quando si sceglie la soluzione del noleggio si tratta di acquisto di servizio.
Questa macchina (in hosting) fa parte della LAN dell'utilizzatore e, a seconda degli scopi, può svolgere anche servizi critici (ad esempio un domain controller) oppure supportare applicazioni e sistemi gestionali (come un ERP o la posta elettronica).

### Server virtuali
Il provider mette a disposizione una macchina virtuale collocata su un server fisico (che conterrà altre macchine virtuali). Così, il cliente potrà gestire come vuole la sua macchina virtuale mentre il provider si dedicherà esclusivamente alla gestione hardware della macchina fisica. Al cliente è data possibilità di scegliere risorse in termini di quantità di processamento, memoria, disco e velocità/banda di rete. La quantità di risorse non è molto elevata perché sul server fisico devono comunque convivere altre macchine virtuali. Questa soluzione dunque è adatta ad applicazioni poco intensive. Per gli utenti (persone fisiche) e i piccoli clienti (aziende) è la situazione prevalente, dato che non avrebbero massa critica per occupare un intero apparato (server o storage). Si tratta di acquisto di servizio (gestito).

### Housing o Colocation
Qui il cliente acquista direttamente la macchina da un fornitore hardware qualsiasi e viene consegnato alla server farm prescelta. È il cliente, in questa tipologia di soluzione, a occuparsi della gestione/risoluzione dei problemi sia hardware che software, mentre pagherà alla webfarm solo la tariffa del servizio di collocazione (alimentazione, rete, sicurezza fisica e logica, ecc.). Tuttavia, in caso di interventi sul server, è necessario concordare un appuntamento con il provider, che può non avvenire in tempo reale.
Alcuni fornitori distinguono, nella comunicazione promozionale, tra housing e colocation ma trattasi per lo più di sfumature lessicali che di differenze sostanziali.

## Impianti
Una server-farm deve prevedere, oltre che consuete misure di sicurezza informatica, anche tutta una serie di accorgimenti di sicurezza fisica che evitino o aggirino il presentarsi di situazioni sfavorevoli di rischio che minerebbero la funzionalità/disponibilità di servizio verso gli utenti/clienti (disaster prevention).

### Impianto elettrico

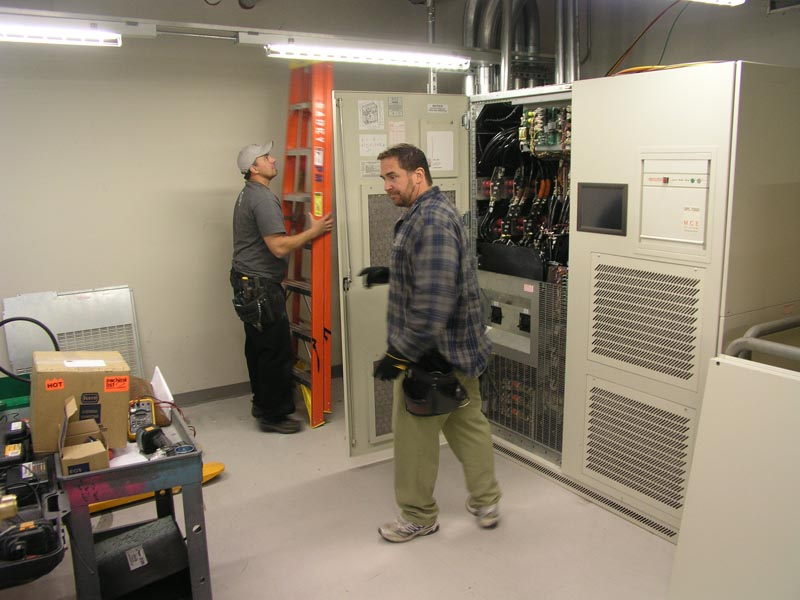
Tecnici al lavoro su un UPS di 500kVA.

L'impianto elettrico è di vitale importanza in una webfarm. La tensione elettrica deve essere fornita 24 ore su 24, 365 giorni all'anno garantendo la massima disponibilità di servizio. Una mancanza improvvisa causerebbe l'immediato spegnimento di tutti i server e di tutte le infrastrutture di rete, rendendo difficile la riaccensione, spesso eseguita in locale. Inoltre anche la frequenza di rete deve essere molto stabile, oltre che tutte le protezioni di cortocircuito o sovraccarico.
Per questi motivi una webfarm è dotata di molti gruppi di continuità che si attivano appena viene a mancare l'alimentazione elettrica dalla rete. Durante questo periodo un processo automatizzato avvia i generatori a gasolio, i quali impiegano alcuni minuti per entrare a pieno regime. A questo punto la corrente viene fornita dai generatori i quali hanno autonomia di alcuni giorni. I gruppi di continuità vengono utilizzati anche per livellare la tensione e la frequenza.
La tensione viene poi distribuita agli armadi ognuno dei quali possiede un interruttore differenziale e un interruttore magnetotermico, onde evitare che un cortocircuito possa spegnere l'intera farm. I guasti gravi dovuti all'impianto elettrico si ottengono per un malfunzionamento degli UPS o dei generatori, che causa il completo spegnimento di un'area della farm e dunque l'indisponibilità di servizio.

### Impianto antincendio e anti-allagamento
Acqua e fuoco sono due elementi distruttivi per una webfarm. Il primo causerebbe vari cortocircuiti a tutti i componenti elettronici. Onde evitare inondazioni, la zona di lavoro è costruita su un pavimento rialzato e al di sotto di esso sono pronte delle pompe che espellono l'acqua dalla zona server.
Il secondo problema è molto più sentito. Stanze piene di componenti elettrici che possono andare in cortocircuito in qualsiasi momento sono molto pericolose. Tutti gli armadi rack sono completamente ignifughi e in ogni stanza è previsto un sistema di spegnimento. Esistono varie tipologie di spegnimento, solitamente si utilizzano gas inerti (l'acqua, ovviamente, non si può utilizzare) che entrano in funzione pochi secondi dopo che i sensori di fumo e fiamma hanno rilevato il rischio di incendio. Quando il pericolo viene riconosciuto una sirena avvisa tutti i presenti di abbandonare la sala per evitare rischio di soffocamento, dovuto alla sostituzione dell'aria con il gas per lo spegnimento. In realtà non avviene mai completamente, permettendo comunque la sopravvivenza delle persone all'interno.

### Impianto di condizionamento

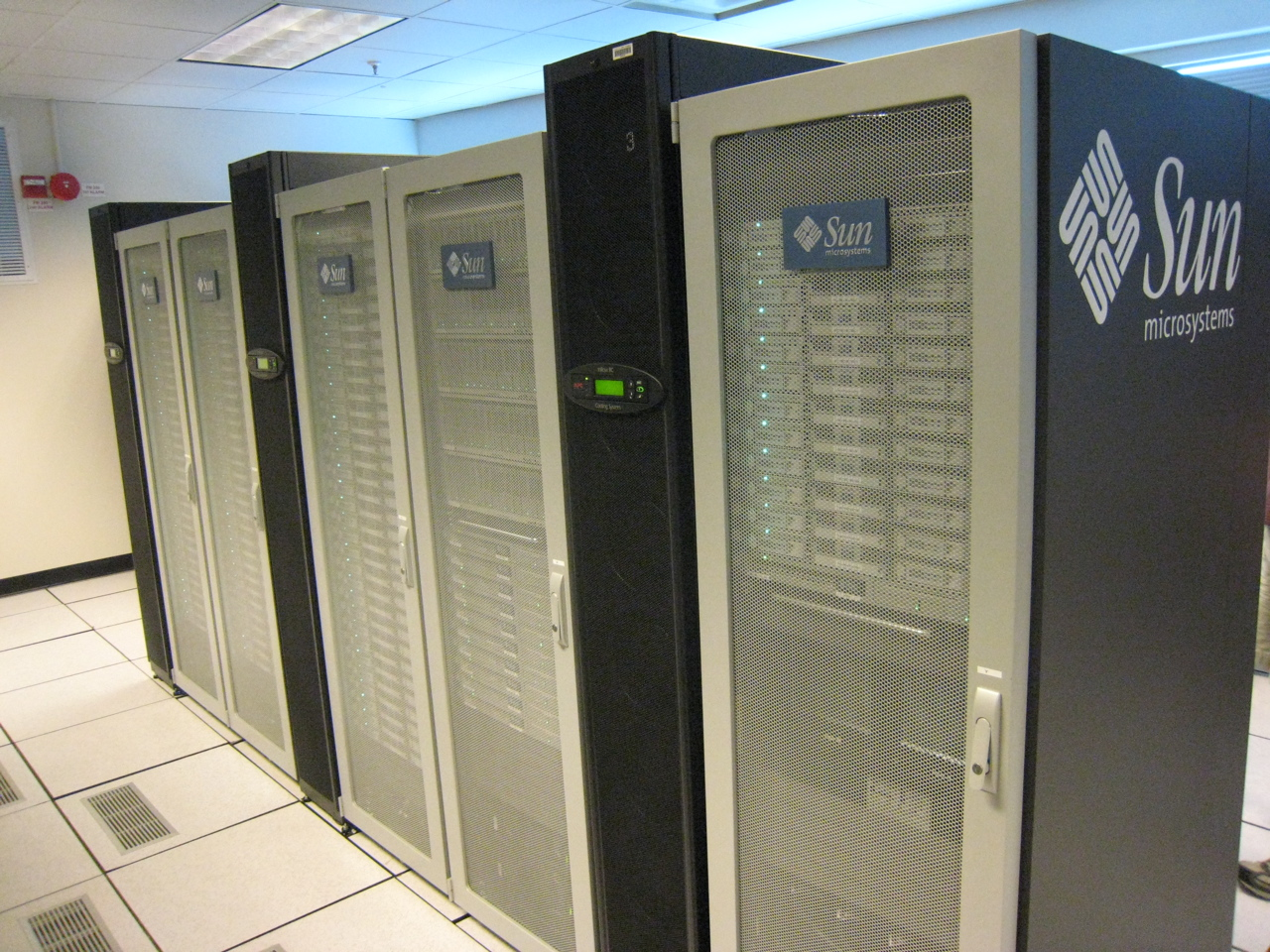
Armadi in una server farm: da notare le torri nere tra gli armadi, contenenti i dispositivi di condizionamento

Ogni armadio rack necessita di essere raffreddato. La temperatura non deve scendere sotto i 15 °C e non superare i 32 °C, il valore migliore è attorno ai 27 °C. Per questo le webfarm sono dotate di impianti di condizionamento, centralizzati o localizzati in ogni sala e controllati attraverso software specializzati che si avvalgono delle misurazioni effettuate dai diversi sensori negli armadi e nelle stanze.

### Connettività
La maggioranza dei server allocati in una webfarm contiene applicazioni che necessitano di andare in rete. Una server farm deve essere provvista di allacciamenti ridondanti sulle dorsali di rete per permettere una velocità elevata e una quantità di banda necessaria a soddisfare tutte le esigenze di centinaia di armadi. La rete viene poi distribuita attraverso hub, switch, firewall e gateway solitamente di proprietà del provider con tecnologia in fibra ottica, ad esclusione dell'allacciamento al cliente che può avvenire attraverso un cavo ethernet.

### Impianto di sicurezza
Una webfarm contiene capitali di server e apparecchiature immensi, per questo l'accesso alle sale è molto ristretto e avviene tramite dispositivi di riconoscimento a badge o biometrici. La farm è sorvegliata 24 ore su 24 da guardie (in alcune webfarm è consentito l'accesso alle sale 24 ore su 24) le quali vengono aiutate da un elevatissimo numero di telecamere.